# Blancaflor
Blancaflor és un drama líric en un acte, amb música d'Enric Granados sobre un text d'Adrià Gual, estrenat el 30 de gener de 1899 al Teatre Líric de Barcelona.

## Història
El març de 1897 l'Adrià Gual va acabar d'escriure el text de Blancaflor, un cant harmonitzat per a l'escena, fent servir les paraules de l'escriptor, basat en una cançó popular catalana, la lletra de la qual diu així:
| Si està la Blancaflor a l'ombreta de la menta, brodant està un mocador per la filla de la reina. El mocador era d'or, i de seda el broda ella; quan la seda li ha mancat, broda de sa cabellera, entre sos cabells i l'or no s'hi troba diferència. Alça els ulls i mira al cel per conèixer quins temps feia; gira els ulls envers la mar, veu venir la mar bonenta, veu venir fustes i naus, i galeres, més de trenta; veu venir un galió de les costes de Marsella, veu saltar-ne un mariner que el seu gran senyor li sembla. -«Mariner, el bon mariner, Déu vos do a la mar bonança: haveu vist i conegut a mon gran senyor dins França?» -«Jo l'he vist i conegut, i he menjat el pa a sa taula: és el més gran servidor que té a França el rei d'Espanya. Quan vaig partir me donà per vos, dama, una encomanda: diu que us cerqueu aimador, que ell aimada s'ha cercada: la filla del rei francès per esposa li han dada.» -«Benhaja qui presa l'ha, malhaja qui l'hi ha dada: | gentil dama ne só jo, i per altra m'ha deixada. Set anys el som esperat com a dona ben casada, altres set l'esperaré com a viudeta enviudada; si al cap d'aquests set no ve per monja seré tancada, monja d'un sant monestir, s'anomena Santa Clara.» -«No us faceu mongeta, no, que fóreu malaguanyada; no es menja allí pa de blat, sinó espelta i civada; ni s'hi beu vi de raïms, sinó de prunes amargues. Vos dormiu en llit guarnit dins la cambra encortinada, i allí es dorm sense llençols en un llit de posts i palla, i s'hi posen per capçal només que una pedra plana. No us feu mongeta, no, que encara teniu qui us aima. Veus aquí el meu anell d'or del dia que ens encartàrem, veus aquí el de diamants, del dia que ens esposàrem.» Llavors el seu marit va donar-li una abraçada. Ella, quan veu son marit, als peus se li agenollava: -«Perdoneu-me, el meu senyor, si so estada malparlada.» -«Vos teniu de perdonar, dels set anys que us he deixada.» |

Aquesta obra l'havia d'haver musicat el compositor Isaac Albéniz, a canvi d'un llibret que Gual li havia d'enviar, però donat que el compositor de Camprodon es trobava lluny de Barcelona (era a París) i enfeinat amb la seva òpera Merlin, Adrià Gual va optar, amb molt poc temps de marge, pel seu amic Enric Granados. Fins i tot la premsa va anunciar, a començaments de l'any, l'arribada d'Isaac Albéniz per dirigir l'estrena de la seva composició per a Blancaflor.
L'obra conté parts instrumentals al començament i al final, basades en la cançó popular Blancaflor. El cor de la primera escena canta també la cançó popular. La resta de cançons de l'obra, per a solistes, són cantades darrere l'escenari. Així, els actors que fan de Blancaflor i del seu marit no canten a escena en cap moment.
L'estrena, organitzada pel Teatre Íntim fundat per l'Adrià Gual, va ser un fracàs. La sessió, doble, va començar amb l'obra de teatre Interior, de Maurice Maeterlinck (Intérieur, 1894), i aquesta representació no va ser ben rebuda pel públic assistent. La segona obra, Blancaflor, no va tenir una millor acollida, i va semblar massa ingènua i una greu errada de l'Adrià Gual. A les seves memòries, Gual fa referència a l'estrena tot referint-se a pauses extremadament llargues causades per imprevistos en els canvis de decorats i per la inexplicable absència de tres músics de l'orquestra.

## Argument

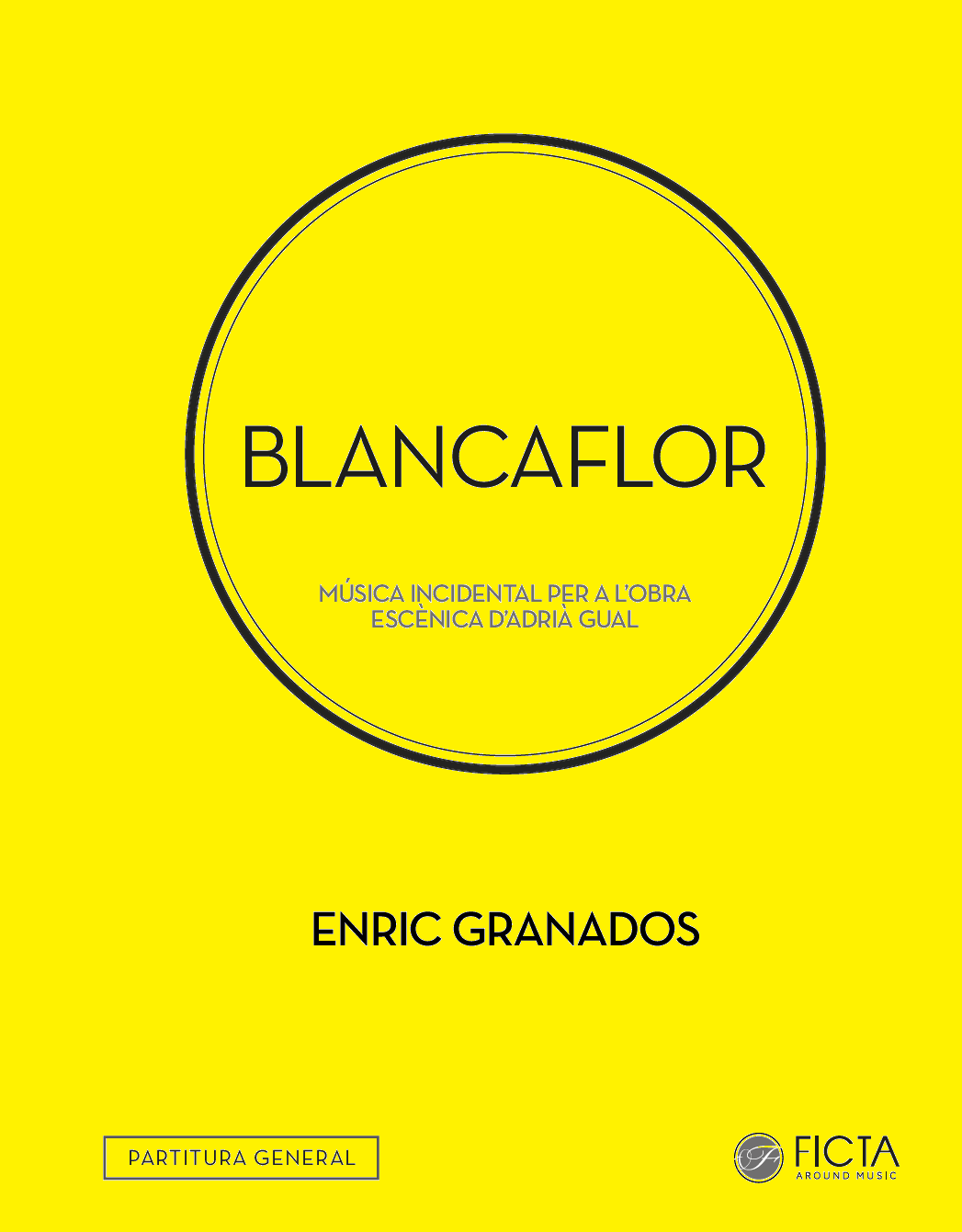
Portada de la partitura de Blancaflor d'Enric Granados [https://www.ficta.cat/ca/partitures/275-blancaflor-cor-solistes-orquestra-enric-granados-partitura-9790805403687.html

L'argument de l'obra no es diferència gaire de la cançó popular, amb la inclusió d'un pròleg i d'un final, però sense aportar cap valor afegit. Paisatge realista: un camí vora el mar i, al mig de l'escena, un arbre esprimatxat amb les branques nues. A l'escenari, uns pagesos van fent camí, tot cantant la cançó de la Blancaflor.
L'escena canvia, a la vista de tothom, a una atmosfera mítica, una escenografia simplificada i poètica. Blancaflor explica les seves penes, de set anys d'espera, mentre broda per la filla de la reina. L'acompanyen dues dames, que també expliquen les seves penes d'amor. Una, jove i enamoradissa, dubte que acabi trobant el seu amor, i enveja els enyoraments d'amor de les altres dames. L'altre ha perdut al seu espòs, i així com la primera espera sense enyorar, l'altra enyora sense esperar. Arriba el mariner, i comença el diàleg de la cançó popular, amb alguns afegits. Els esposos acaben abraçant-se apassionadament i marxant cap a la seva cambra, "guarnida de blau i ben plena de flors"
L'escena canvia, torna l'atmosfera realista inicial, a vista dels espectadors. Tornen a passar els pagesos del començament, i tornen a cantar la cançó popular. Quan acaba la cançó s'abaixa el teló, i acaba l'obra.